# Schizopepon bryoniifolius
Schizopepon bryoniifolius là một loài thực vật có hoa trong họ Cucurbitaceae. Loài này được Maxim. miêu tả khoa học đầu tiên năm 1859.